# 云梦楚王城遗址
云梦楚王城遗址、楚王城遗址，是位于湖北省孝感市云梦县城东的一座先秦和秦汉时期，使用千年的城池遗址。
自清代至今，此处古城遗址称楚王城。曾是鄖國国都、楚国别都、秦朝禁苑、安陆县县治。当代依托此处遗址，在云梦县城关镇新老城区交汇的区域建成考古遗址公园——楚王城公园，2024年对外开放。

## 古城历史
自清朝以来，此座古城遗址即称“楚王城”。雍正年间的《湖广通志》、光绪年间的《德安府志》、《云梦县志略》等地方志称，这座古城系春秋时期，吴国攻打楚国的柏舉之戰中，楚昭王从郢都奔跑云梦时所筑。
1984年，古城遗址列为云梦县重点文物保护单位。1992年12月，湖北省人民政府以云梦楚王城遗址之名，列入第三批湖北省文物保护单位。当时，古城遗址因地处云梦县“新老城区结合部，是典型的城中村，脏乱差的环境与新老城区的反差较大”。同时，通过1986年、1988年、1992年的考古发掘，明确古城遗址是一处战国时期的楚国城池。
2014年至2016年，湖北省文物考古研究所为配合云梦楚王城遗址公园建设，再次进行全面考古发掘。
2023年2月，云梦县举行楚王城公园开工仪式。公园项目总面积约103.3公顷，一期投资4.4亿元。公园定位为“‘考古遗址公园、市民休闲乐园、云梦城市名片’一体的楚文化旅游胜地”。2024年2月7日，楚王城公园南区开园。同年，楚王城公园入选湖北省100个“打卡”地标项目清单。2025年1月1日，楚王城公园北区开园。

## 古城遗址
古城城墙为东西长、南北宽的不规则长方形。北部城墙长2120米，西部长860米，东部长1120米，周长约7000米。现存城墙宽7至15米，残高2.7米左右。城外有宽约20米的護城河。
古城遗址总面积约2.18平方公里。城内考古发现“古井、大型夯土台基、大径围红砂石柱础和排列整齐的陶质下水管道等遗存”，以及“新石器至汉代各时期历史遗物”，即“战国时期文化堆积和夯土台基、西汉早期文化堆积及晚期墓葬”。城外，分布东周至秦汉的古墓葬区。
西汉时，在城中建筑“中城垣”，将城池分隔为东、西两部分。在当代，古城遗址的东区部分基本保存完好。西区部分被现代城区覆盖。学界对“中城垣”的建筑性质有不同推断。“中城垣”为城址中部一道南北向的夯土墙。墙长1100米，顶宽18米，现存高度2.1米。1992年，经科学解剖确认“中城垣”建筑于西汉早期。“中城垣”南北两端叠压在战国时期楚王城城墙上。后有部分学者认为这是西汉早期，利用楚王城西部城墙，为安陆县县治所夯筑的城墙。2014年至2016年的全面重新发掘后，对“中城垣”的建筑性质有重新判断。考古发掘项目的负责人周国平称，“中城垣”不是城墙，而是西汉早期的挡水墙，亦是今天湖北省境内古代城址目前所见的唯一的防洪堤。推测，西汉早期有洪水从北部进入城内。城址东部有曲阳湖。时人为阻止洪水侵扰城池西部，因此建筑了此道档水墙。
2024年3月4日，湖北省人民政府办公厅公布的相关通知中，云梦楚王城遗址“保护范围：云梦楚王城遗址及周围一定范围。以遗址城垣中心线为基准，向北延伸至北垣路南界，向东延伸40米，向南延伸60米；以遗址城垣中心线为基准内扩20米，遗址东部古台地边界外扩10米，四至边界形成完整、闭合的区域。建设控制地带：北至北垣路南界，东至东垣路西界，南至遗址保护范围以南10米，西至楚王城大道东界。”

## 公园建筑
楚王城公园的整体布局为“云上王城，龙凤呈祥”。公园有七大特色景点，景区分为一带一路六区。“一带”是楚王城遗址保护展示带，“一路”是王城绿道、云梦绿心。“六区”分别是市民乐活区、自然生态区、配套服务区、文旅发展区、原乡村居区、生态田园区。公园内有凤鸣广场、王城乐园、梦泽湿地等景点。